# Rayo (album)
Rayo è il sesto album in studio del cantante colombiano J Balvin, pubblicato il 9 agosto 2024 da Capitol Records.

## Tracce
1. Cosa de Locos – 2:36
2. Polvo de Tu Vida (with Chencho Corleone) – 2:52
3. Swat (with Luar la L) – 3:27
4. Bajo y Batería – 3:21
5. Doblexxó (with Feid) – 2:56
6. 3 Noches – 3:33
7. Gaga (with Saiko) – 3:08
8. Gato (with Bad Gyal) – 3:12
9. Lobo (with Zion) – 2:36
10. La Noche (with Dei V) – 2:55
11. Origami (with Ryan Castro & Blessd) – 3:28
12. Sólido – 3:24
13. Stoker (with Carín León) – 3:24
14. Ganster – 2:51
15. En Alta (with Omar Courtz, Yovngchimi & Quevedo featuring Mambo Kingz & DJ Luian) – 4:10